# فيكسليوم

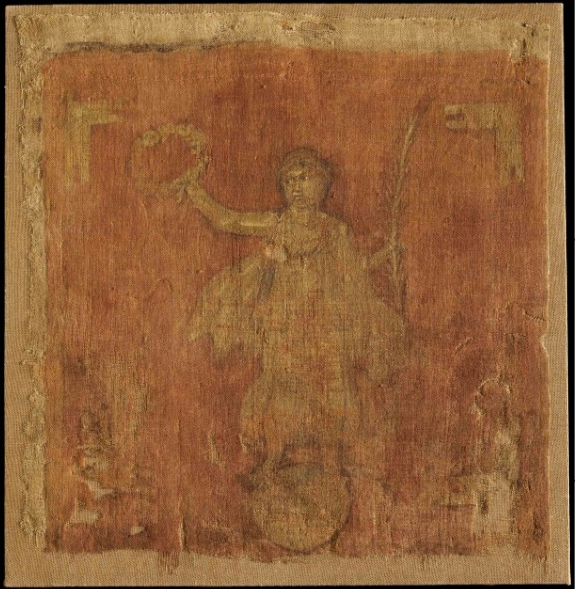
الفيكسليوم الروماني الوحيد الباقي، القرن الثالث الميلادي. متحف بوشكين للفنون الجميلة، روسيا

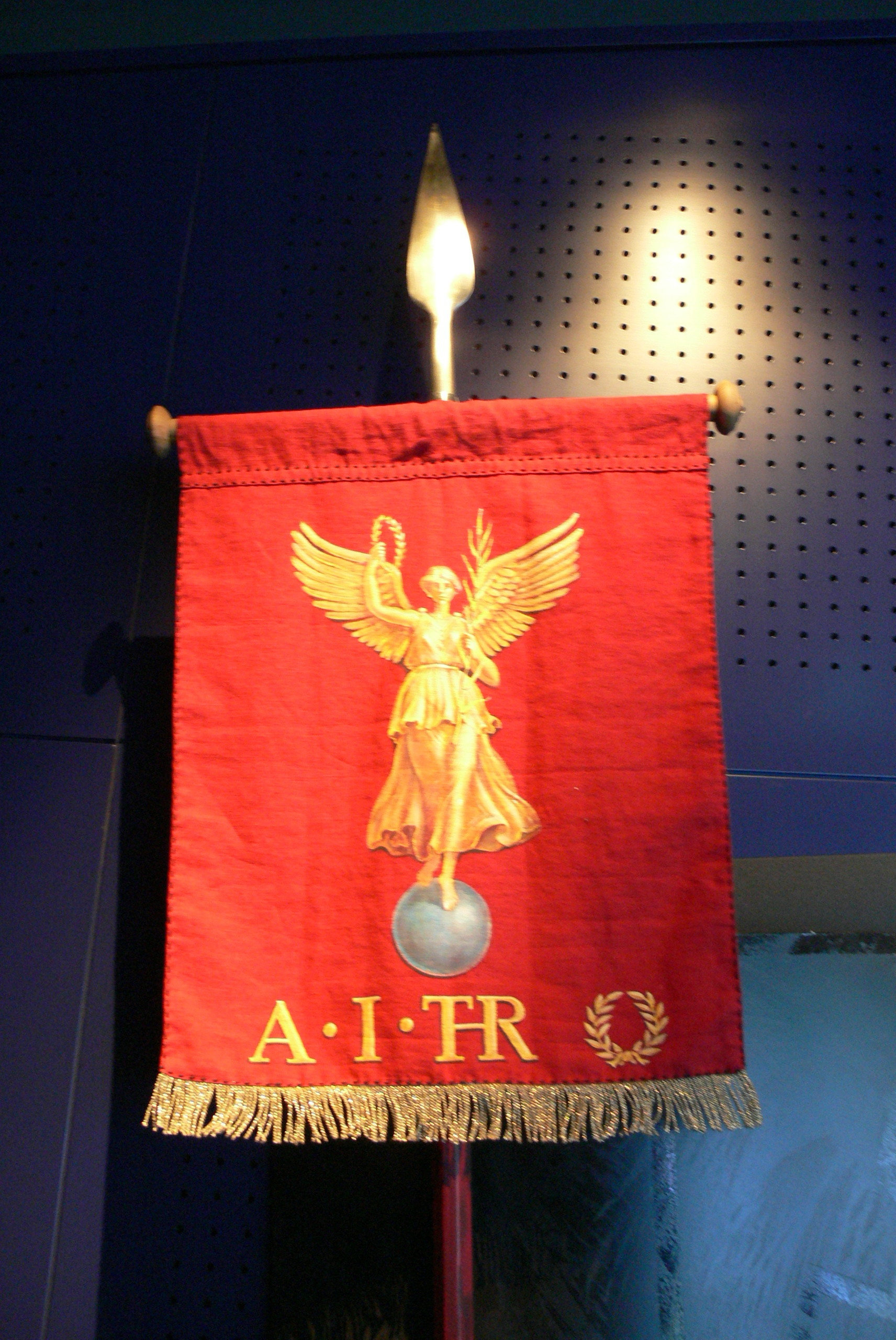
إعادة إنشاء حديث لفيكسليوم الفرسان الروماني

الفيكسليوم ((بالإنجليزية: Vexillum)‏ تترجم حرفيًا بـ راية) كان كائن يشبه العلم يستخدم كـمعيار عسكري من قبل الوحدات في الجيش الروماني القديم.

## روابط خارجية
- لوكا فابريكا